# Sextus Julius Africanus
Sextus Julius Africanus  (c. 160 – c. 240) a fost un călător creștin și istoric de la sfârșitul secolului al II-lea - începutul secolului al III-lea. El este cel mai important datorită influenței sale asupra lui Eusebius, asupra tuturor scriitoriilor mai târzii ai istoriei Bisericii printre care și Sfinții Părinți și asupra întregii școli grecești de cronicari.
Enciclopedia din secolul al X-lea Suidas susține că Africanus a fost un "filosof libian", în timp ce Gelzer îl consideră de origine romană. O parte din lucrările sale sunt incluse în volumul al 10-lea al colecției de scrieri Patrologia Graeca (161 de volume).
Cea mai importantă lucrare a lui Julius este opera în cinci volume Chronographiai, păstrată în fragmente de Eusebiu și Ieronim. Lucrarea acoperă istoria politică a lumii de la creație până în anul 221. El consideră că de la creație până la nașterea lui Iisus au trecut 5500 de ani. Munca sa este de o mare importanță, deoarece reprezintă prima încercare creștină de a scrie o istorie universală și a fost o sursă a tuturor cronografiilor creștine și a tuturor scrierilor istorice bizantine ulterioare. Timp de multe secole, creștinii au acceptat ca fiind corecte datele calculate de el. Julius Africanus a folosit ca surse istorii biblice și grecești, romane și evreiești. El a fost influențat de Stromata (Στρώματα) lui Clement din Alexandria. A copiat  din Manetho.
Sextus Julius Africanus este primul care alege în 221 AD ziua de 25 decembrie ca fiind data sărbătorii Crăciunului, a nașterii lui Isus din Nazaret, care însă nu va fi celebrată încă multă vreme de către ceilalți creștini, care preferau 6 ianuarie.